# Яворина (військовий полігон)
Яворина (словац. Javorina) — колишній військовий полігон (словац. vojenský obvod) у Словаччині, Кежмарському окрузі, в західній частині Пряшівського краю. Створений у 1952 році в кадастрі з сіл Блажов, Дворце, Любицькі Купелі, Рускіновце які було виселено та з частини кадастрових зон інших 22 спиських сіл.
Площа полігону становила 31.623,6 га, з яких для 8,586 га не були врегульовано маєткові відносини (що торкалося приблизно 30000 осіб).
Станом на 1 січня 2011 року військовий полігон скасовано, а його територію розділено між навколишніми селами та 26 кадастровими зонами. На території колишнього військовий полігону створено військовий навчальний майданчик (словац. vojenský výcvikový priestor) «Кежмарок».

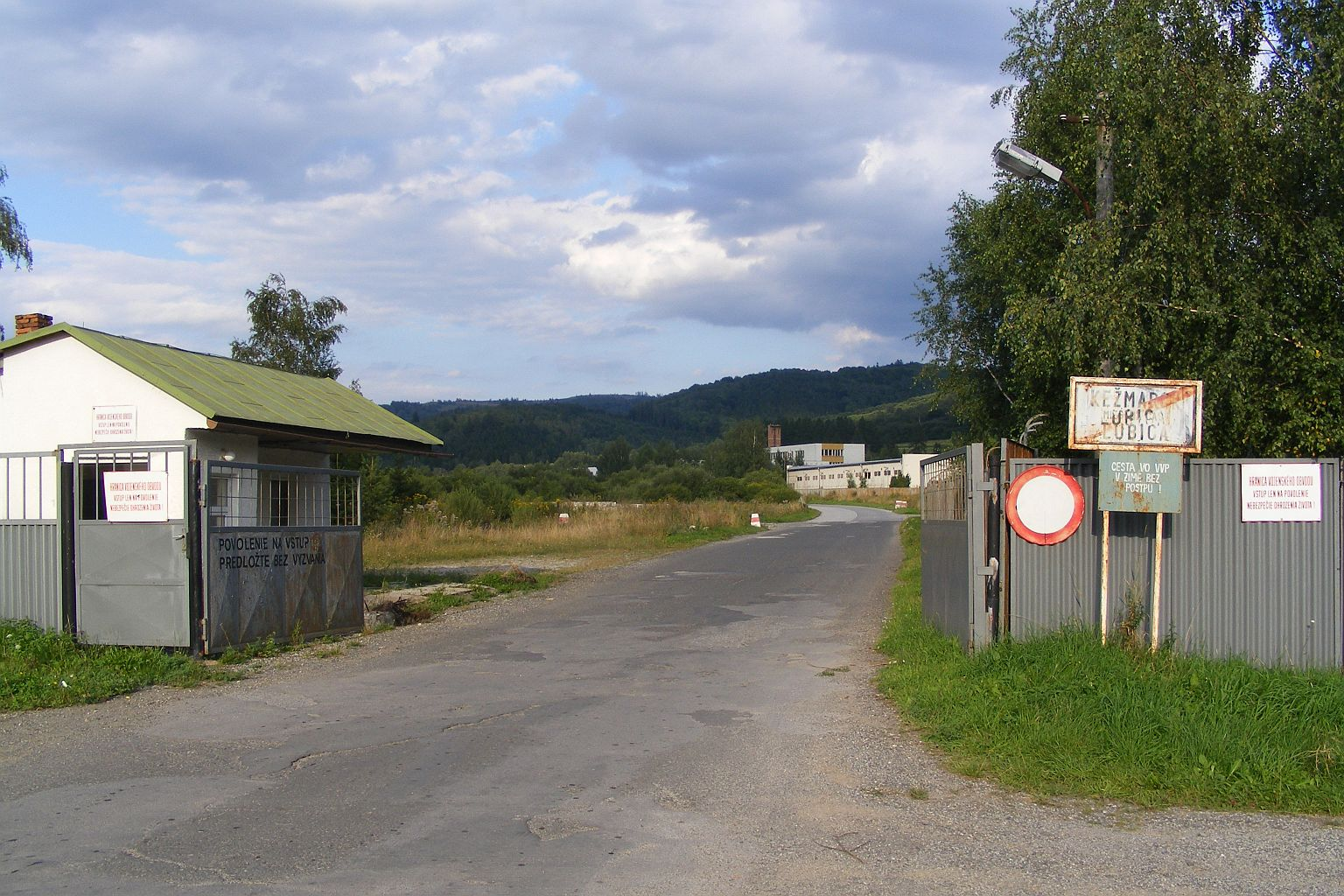
В'їзд на територію військового полігону «Яворина» від села Любиця